# Sletringen fyr
Sletringen fyr är en norsk fyr i Frøya kommun i Trøndelag fylke. Närmsta större ort är fiskeläget Titran. På platsen har funnits fyr sedan 1899. Det nuvarande tornet byggdes 1923, och är med sina 45 meter Norges högsta fyrtorn. Byggnadsmaterialet är gjutjärn, och sockeln är av betong.
Fyren är automatiserad och avbemannad sedan 1993. Den är norskt kulturminne sedan år 2000.
Under ett flertal månader 2008 var fyren helt utan strömförsörjning.